# One57
One57 — небоскрёб в Мидтауне Манхэттена. Фасад здания выходит на 57-ю улицу.
Владелец строительной компании Extell Development Company (англ.) Гэри Барнетт (англ.) на протяжении 15 лет, предшествовавших строительству, занимался скупкой прав на землю и воздух. Окончательно идея небоскрёба оформилась после кризиса 2008 года. Здание было спроектировано французским архитектором, обладателем Притцкеровской премии Кристианом де Порзампаром. Интерьеры разработаны нью-йоркским дизайнером Томасом Джул-Хансеном.
По состоянию на февраль 2012 года половина помещений в ещё недостроенном небоскрёбе была продана за сумму в 1 млрд $. В мае 2012 года пентхаус небоскрёба был куплен премьер-министром Катара аль Тани за рекордные 90 млн $. 29 октября того же года во время урагана «Сэнди» строительный кран на вершине строящегося небоскрёба оказался повреждён. Близлежащие здания были эвакуированы. Спустя неделю кран был восстановлен.
В небоскрёбе насчитывается 75 этажей. Его фасады выполнены в виде перемежающихся полос из тёмного и светлого стекла, что позволяет обеспечить дополнительный приток солнечного света. На момент открытия небоскрёб стал высочайшим жилым зданием в Нью-Йорке.

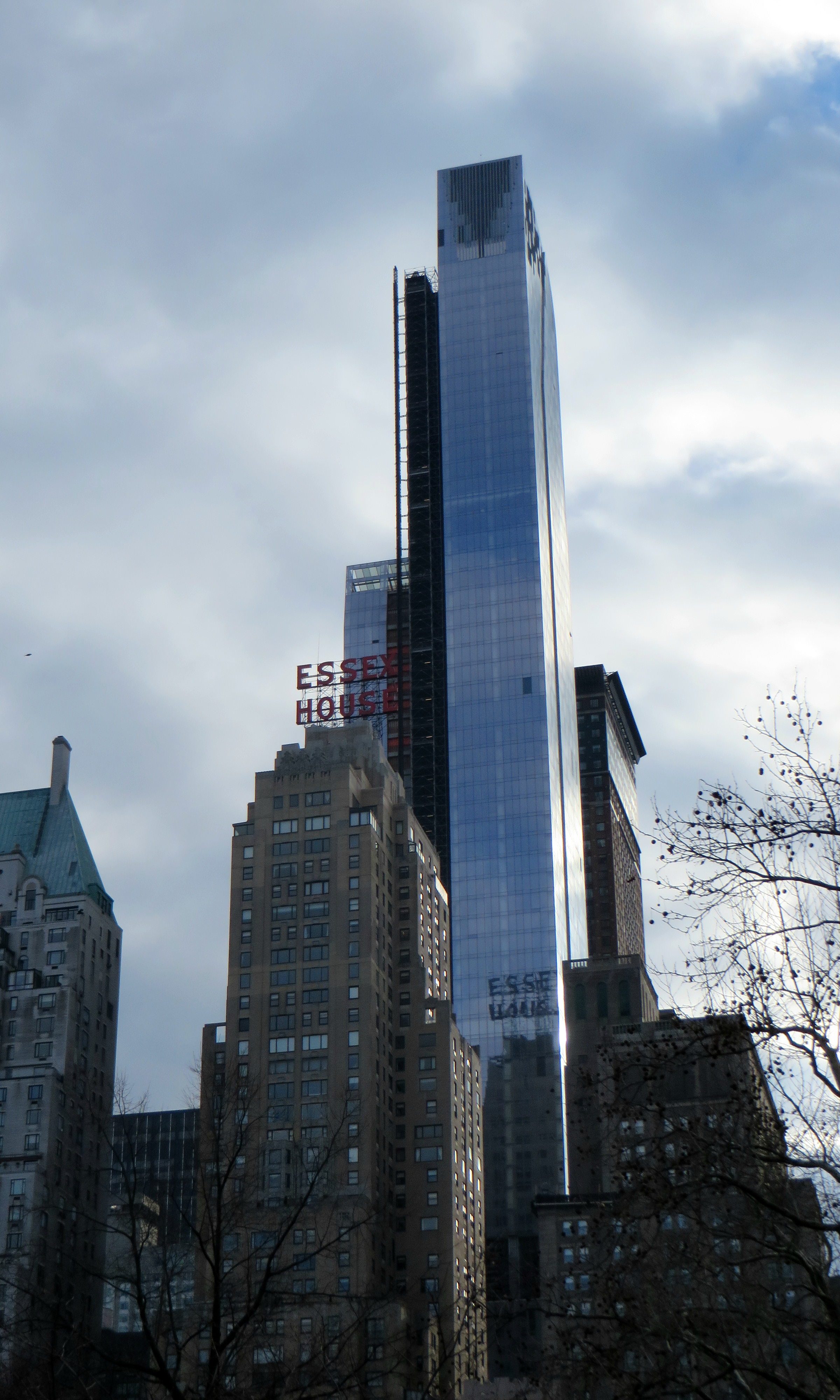
Вид на небоскрёб в январе 2013…
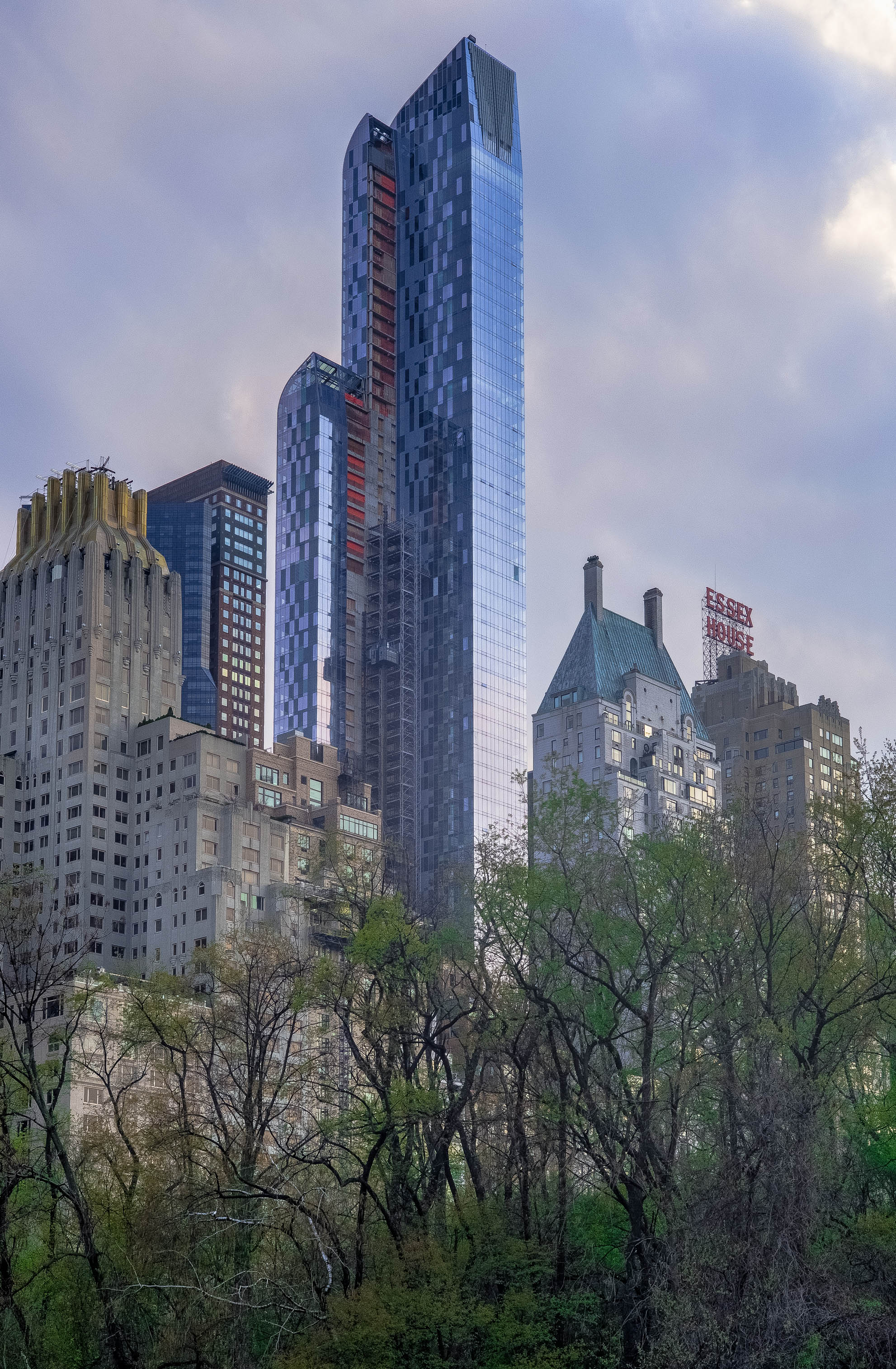
… и в апреле 2014 года
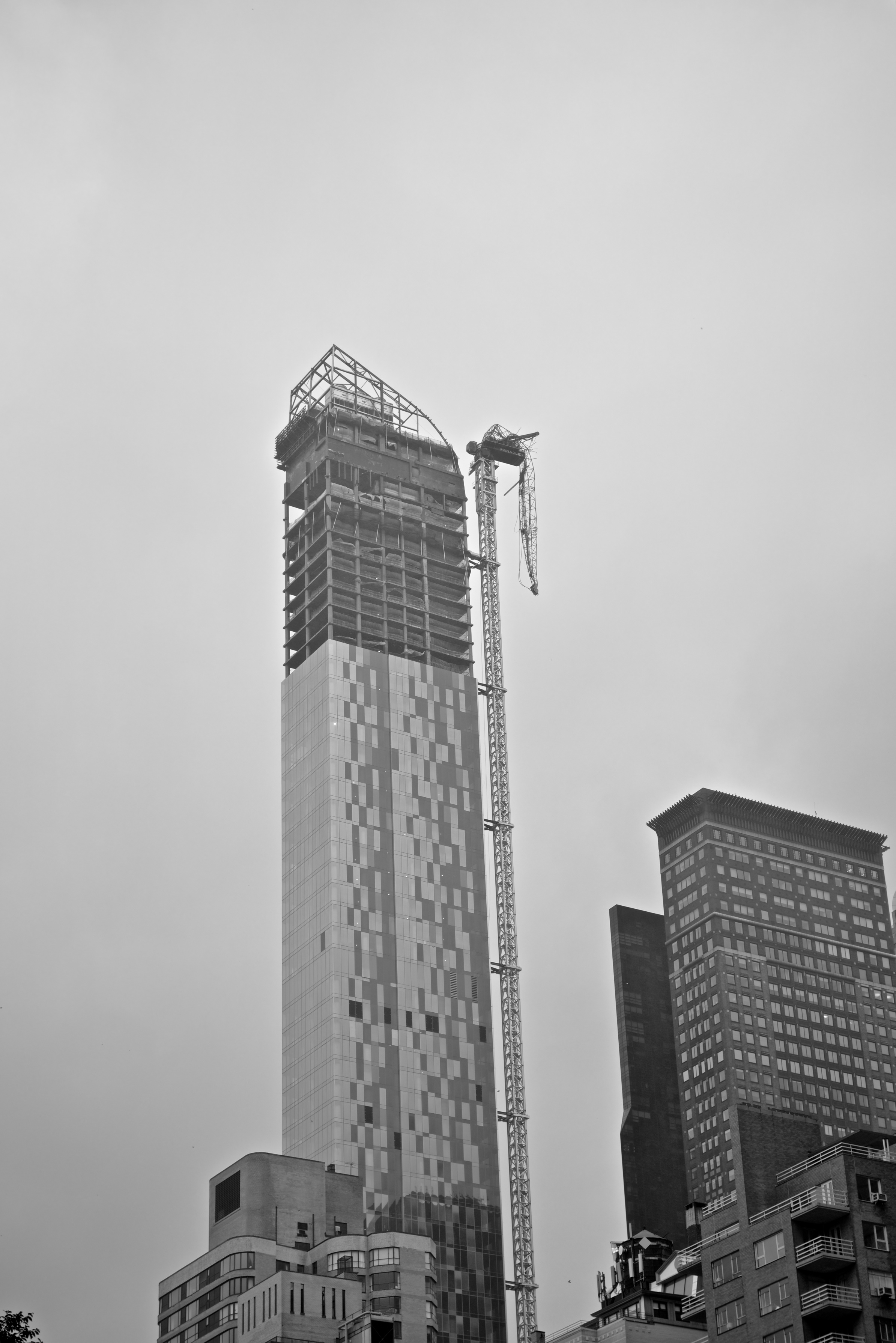
Кран, повреждённый ураганом «Сэнди»